# Linay
Linay est une commune française, située dans le département des Ardennes en région Grand Est.

## Géographie
|        |       | Puilly |
| Blagny | Linay |        |
| Sailly | Villy | Fromy  |

La commune de Linay fait partie de l'arrondissement de Sedan et du canton de Carignan et est traversée par une rivière : la Chiers. Elle fait également partie de la communauté de communes des Portes du Luxembourg.

### Hydrographie
La commune est dans le bassin versant de la Meuse au sein du bassin Rhin-Meuse. Elle est drainée par la Chiers, le ruisseau de Prele et le ruisseau du Woyen,.
La Chiers, d'une longueur de 127 km, prend sa source dans la commune de Mont-Saint-Martin et se jette  dans la Meuse à Remilly-Aillicourt, après avoir traversé 46 communes. Elle traverse la commune, s'écoulant d'est en ouest,  sur une longueur d'environ 2,9 km.

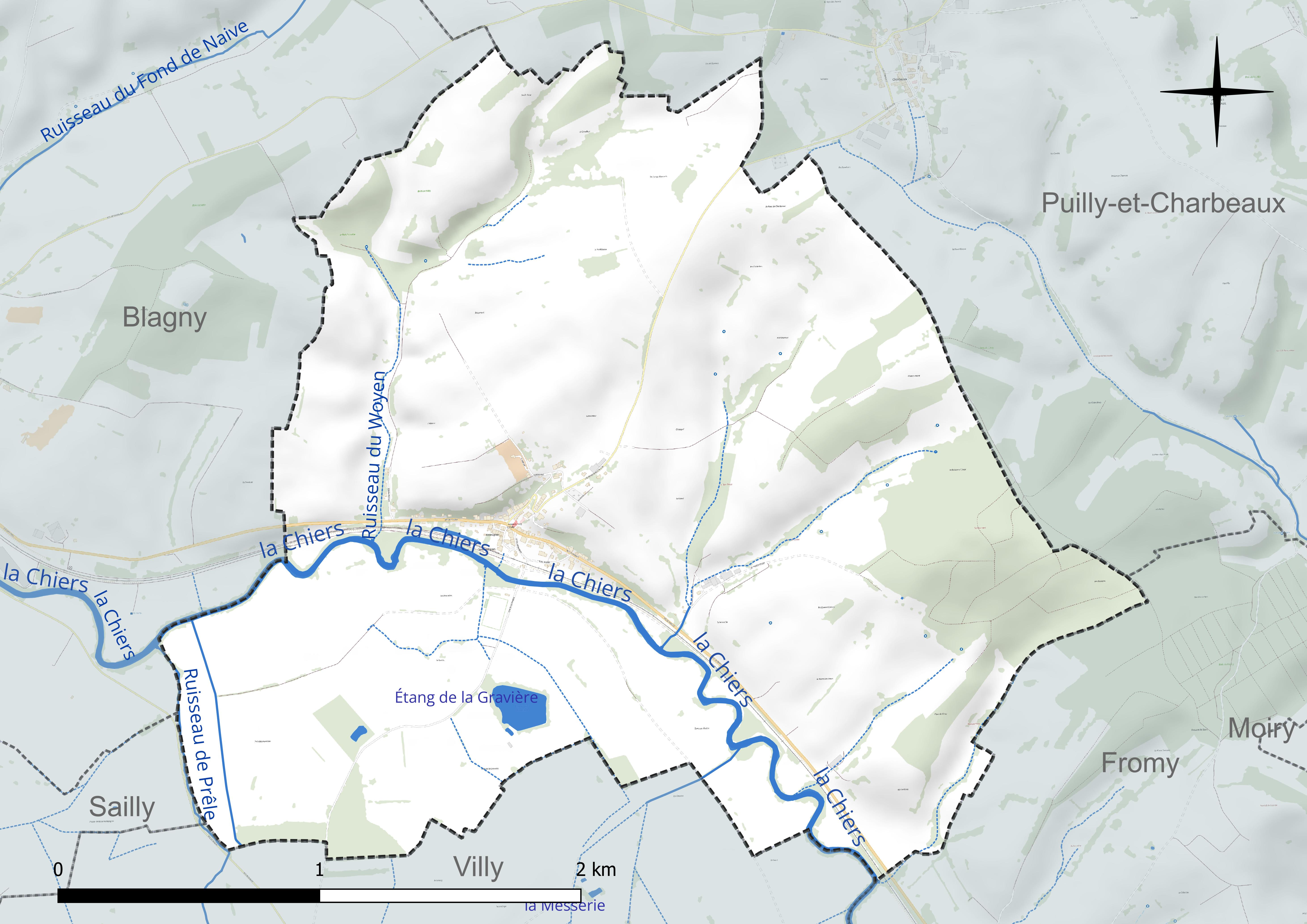
Réseau hydrographique de Linay.

Un plan d'eau complète le réseau hydrographique : l'étang de la Gravière (2,7 ha),.

### Climat
Pour des articles plus généraux, voir Climat du Grand Est et Climat des Ardennes.
En 2010, le climat de la commune est de type climat de montagne, selon une étude du Centre national de la recherche scientifique s'appuyant sur une série de données couvrant la période 1971-2000. En 2020, Météo-France publie une typologie des climats de la France métropolitaine dans laquelle la commune est dans une zone de transition entre le climat océanique altéré et le climat océanique altéré et est dans la région climatique Lorraine, plateau de Langres, Morvan, caractérisée par un hiver rude (1,5 °C), des vents modérés et des brouillards fréquents en automne et hiver.
Pour la période 1971-2000, la température annuelle moyenne est de 9,7 °C, avec une amplitude thermique annuelle de 15,7 °C. Le cumul annuel moyen de précipitations est de 946 mm, avec 13,8 jours de précipitations en janvier et 9,6 jours en juillet. Pour la période 1991-2020, la température moyenne annuelle observée sur la station météorologique installée sur la commune est de 10,4 °C et le cumul annuel moyen de précipitations est de 969,0 mm. 
La température maximale relevée sur cette station est de 42 °C, atteinte le 25 juillet 2019 ; la température minimale est de −24 °C, atteinte le 9 janvier 1985,,.
| Mois                                  | jan.            | fév.           | mars         | avril         | mai         | juin            | jui.        | août           | sep.        | oct.          | nov.             | déc.           | année    |
| ------------------------------------- | --------------- | -------------- | ------------ | ------------- | ----------- | --------------- | ----------- | -------------- | ----------- | ------------- | ---------------- | -------------- | -------- |
| Température minimale moyenne (°C)     | −0,4            | −0,4           | 1,5          | 3,3           | 7,4         | 10,6            | 12,3        | 11,9           | 8,7         | 6,3           | 3,2              | 0,7            | 5,4      |
| Température moyenne (°C)              | 2,6             | 3,4            | 6,6          | 9,6           | 13,7        | 16,8            | 18,7        | 18,3           | 14,7        | 10,9          | 6,3              | 3,5            | 10,4     |
| Température maximale moyenne (°C)     | 5,6             | 7,2            | 11,7         | 16            | 20          | 23              | 25,1        | 24,7           | 20,7        | 15,4          | 9,5              | 6,3            | 15,4     |
| Record de froid (°C) date du record   | −24 09.01.1985  | −16,7 07.02.12 | −13 01.03.05 | −7,5 08.04.03 | −2 02.05.18 | −0,4 05.06.1991 | 4 31.07.15  | 1,8 29.08.1993 | −1 30.09.18 | −7 24.10.03   | −11,1 23.11.1998 | −14,5 20.12.09 | −24 1985 |
| Record de chaleur (°C) date du record | 16,9 05.01.1999 | 23 27.02.19    | 25 31.03.21  | 30 21.04.18   | 33 28.05.17 | 38 26.06.19     | 42 25.07.19 | 40 09.08.20    | 34 15.09.20 | 27,8 02.10.23 | 21 01.11.14      | 18 17.12.15    | 42 2019  |
| Précipitations (mm)                   | 103,8           | 81,6           | 71,4         | 58,4          | 70,7        | 75,2            | 74,4        | 80,6           | 63,5        | 82            | 87,8             | 119,6          | 969      |

| Diagramme climatique                                  |             |             |           |           |            |              |              |             |           |            |             |
| J                                                     | F           | M           | A         | M         | J          | J            | A            | S           | O         | N          | D           |
| 5,6−0,4103,8                                          | 7,2−0,481,6 | 11,71,571,4 | 163,358,4 | 207,470,7 | 2310,675,2 | 25,112,374,4 | 24,711,980,6 | 20,78,763,5 | 15,46,382 | 9,53,287,8 | 6,30,7119,6 |
| Moyennes : • Temp. maxi et mini °C • Précipitation mm |             |             |           |           |            |              |              |             |           |            |             |

Les paramètres climatiques de la commune ont été estimés pour le milieu du siècle (2041-2070) selon différents scénarios d'émission de gaz à effet de serre à partir des nouvelles projections climatiques de référence DRIAS-2020. Ils sont consultables sur un site dédié publié par Météo-France en novembre 2022.

## Urbanisme

### Typologie
Au 1er janvier 2024, Linay est catégorisée commune rurale à habitat dispersé, selon la nouvelle grille communale de densité à 7 niveaux définie par l'Insee en 2022.
Elle est située hors unité urbaine. Par ailleurs la commune fait partie de l'aire d'attraction de Carignan, dont elle est une commune de la couronne,. Cette aire, qui regroupe 12 communes, est catégorisée dans les aires de moins de 50 000 habitants,.

### Occupation des sols
L'occupation des sols de la commune, telle qu'elle ressort de la base de données européenne d’occupation biophysique des sols Corine Land Cover (CLC), est marquée par l'importance des territoires agricoles (88,6 % en 2018), une proportion identique à celle de 1990 (88,6 %). La répartition détaillée en 2018 est la suivante : 
prairies (59,6 %), zones agricoles hétérogènes (20,8 %), forêts (11,4 %), terres arables (8,2 %). L'évolution de l’occupation des sols de la commune et de ses infrastructures peut être observée sur les différentes représentations cartographiques du territoire : la carte de Cassini (XVIIIe siècle), la carte d'état-major (1820-1866) et les cartes ou photos aériennes de l'IGN pour la période actuelle (1950 à aujourd'hui).

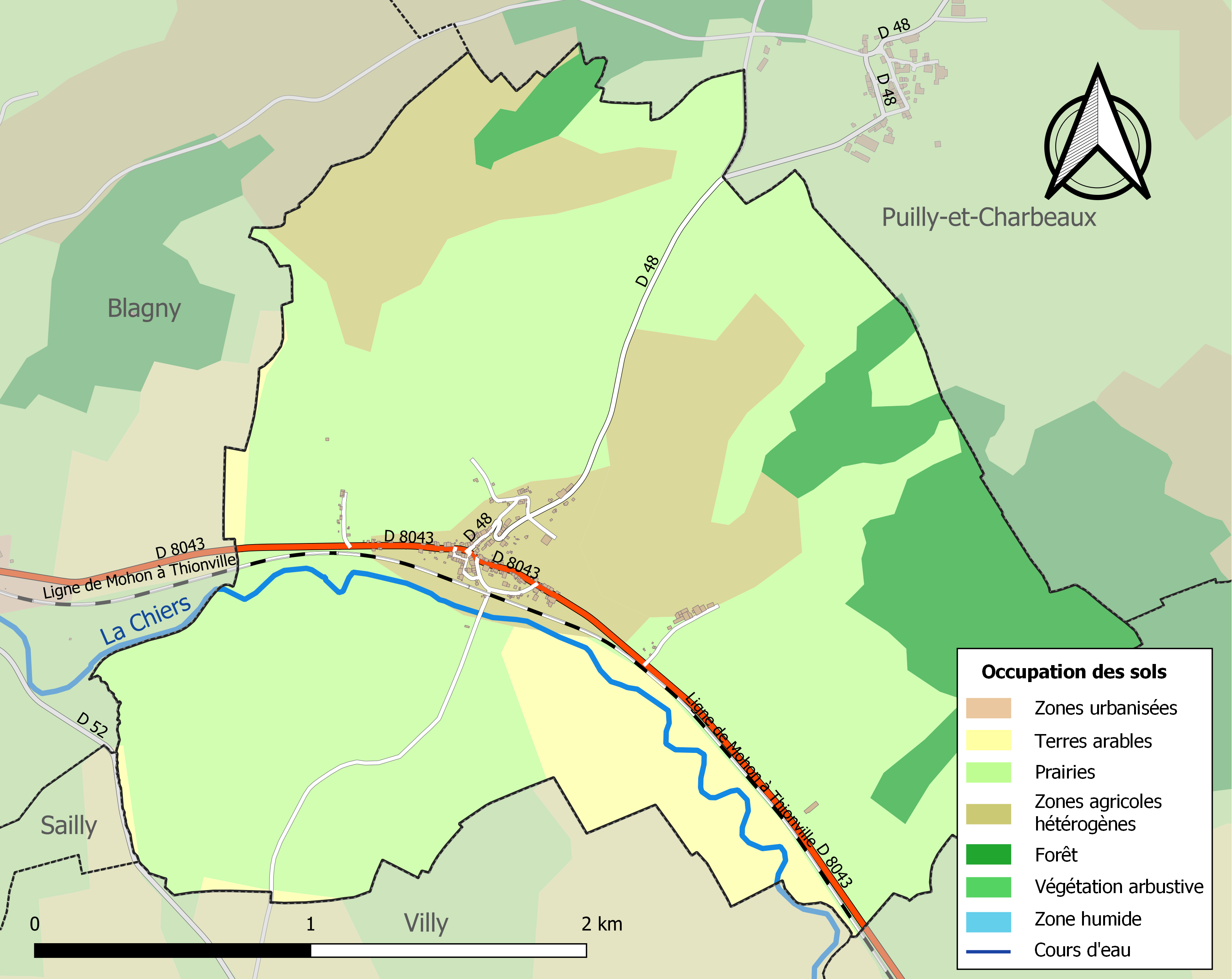
Carte des infrastructures et de l'occupation des sols de la commune en 2018 (CLC).

## Héraldique
| Blason de Linay | Blason  | De gueules à la croix d'or cantonnée de quatre dards en éclair rayonnant de l'abîme, au chef chargé de trois merlettes de sable. |
| Blason de Linay | Détails | Le statut officiel du blason reste à déterminer.                                                                                 |

## Politique et administration
| Période                                  | Période                   | Identité                                       | Étiquette | Qualité     |
| ---------------------------------------- | ------------------------- | ---------------------------------------------- | --------- | ----------- |
| mars 2001                                | mars 2008                 | Roland Wilmet                                  | UMP       |             |
| mars 2008                                | mars 2014                 | Jean-François Nowak                            | DVG       |             |
| mars 2014                                | En cours (au 27 mai 2020) | Francis Annould Réélu pour le mandat 2020-2026 |           | Agriculteur |
| Les données manquantes sont à compléter. |                           |                                                |           |             |

En 2008, aux élections municipales, Roland Wilmet décide de ne pas se représenter, estimant qu'il a "fait son heure". En effet, il a été maire pendant plus de 20 ans. À ces élections, il recueille quelques voix alors qu'il ne se présente pas. Il était très apprécié à Linay et dans ses environs.

## Démographie
L'évolution du nombre d'habitants est connue à travers les recensements de la population effectués dans la commune depuis 1793. Pour les communes de moins de 10 000 habitants, une enquête de recensement portant sur toute la population est réalisée tous les cinq ans, les populations de référence des années intermédiaires étant quant à elles estimées par interpolation ou extrapolation. Pour la commune, le premier recensement exhaustif entrant dans le cadre du nouveau dispositif a été réalisé en 2004.

En 2022, la commune comptait 219 habitants, en évolution de −17,05 % par rapport à 2016 (Ardennes : −2,97 %, France hors Mayotte : +2,11 %).
| 1793 | 1800 | 1806 | 1821 | 1831 | 1836 | 1841 | 1846 | 1851 |
| ---- | ---- | ---- | ---- | ---- | ---- | ---- | ---- | ---- |
| 222  | 216  | 234  | 207  | 226  | 285  | 300  | 336  | 329  |

| 1866 | 1872 | 1876 | 1881 | 1886 | 1891 | 1896 | 1901 | 1906 |
| ---- | ---- | ---- | ---- | ---- | ---- | ---- | ---- | ---- |
| 313  | 305  | 269  | 285  | 315  | 314  | 290  | 285  | 305  |

| 1911 | 1921 | 1926 | 1931 | 1936 | 1946 | 1954 | 1962 | 1968 |
| ---- | ---- | ---- | ---- | ---- | ---- | ---- | ---- | ---- |
| 298  | 248  | 284  | 278  | 289  | 234  | 261  | 297  | 303  |

| 1975 | 1982 | 1990 | 1999 | 2004 | 2006 | 2009 | 2014 | 2019 |
| ---- | ---- | ---- | ---- | ---- | ---- | ---- | ---- | ---- |
| 256  | 222  | 188  | 210  | 240  | 240  | 241  | 261  | 224  |

| 2022 | - | - | - | - | - | - | - | - |
| ---- | - | - | - | - | - | - | - | - |
| 219  | - | - | - | - | - | - | - | - |

## Lieux et monuments
La commune de Linay possède un terrain de football et fait partie de l'Entente Carignan-Linay, fondée par Roland Wilmet qui sera maire de Linay commune pendant plus de vingt ans. Il reçoit en 2008 le titre de président d'honneur de ce petit club qu'il a fait grandir et fait accédé à la 5e division.
Il y a également une église de type traditionnel située sur la partie haute du village. Une salle des fêtes a été construite sous le mandat de Roland Wilmet, où se déroule tous les événements de Linay.

## Édifices religieux

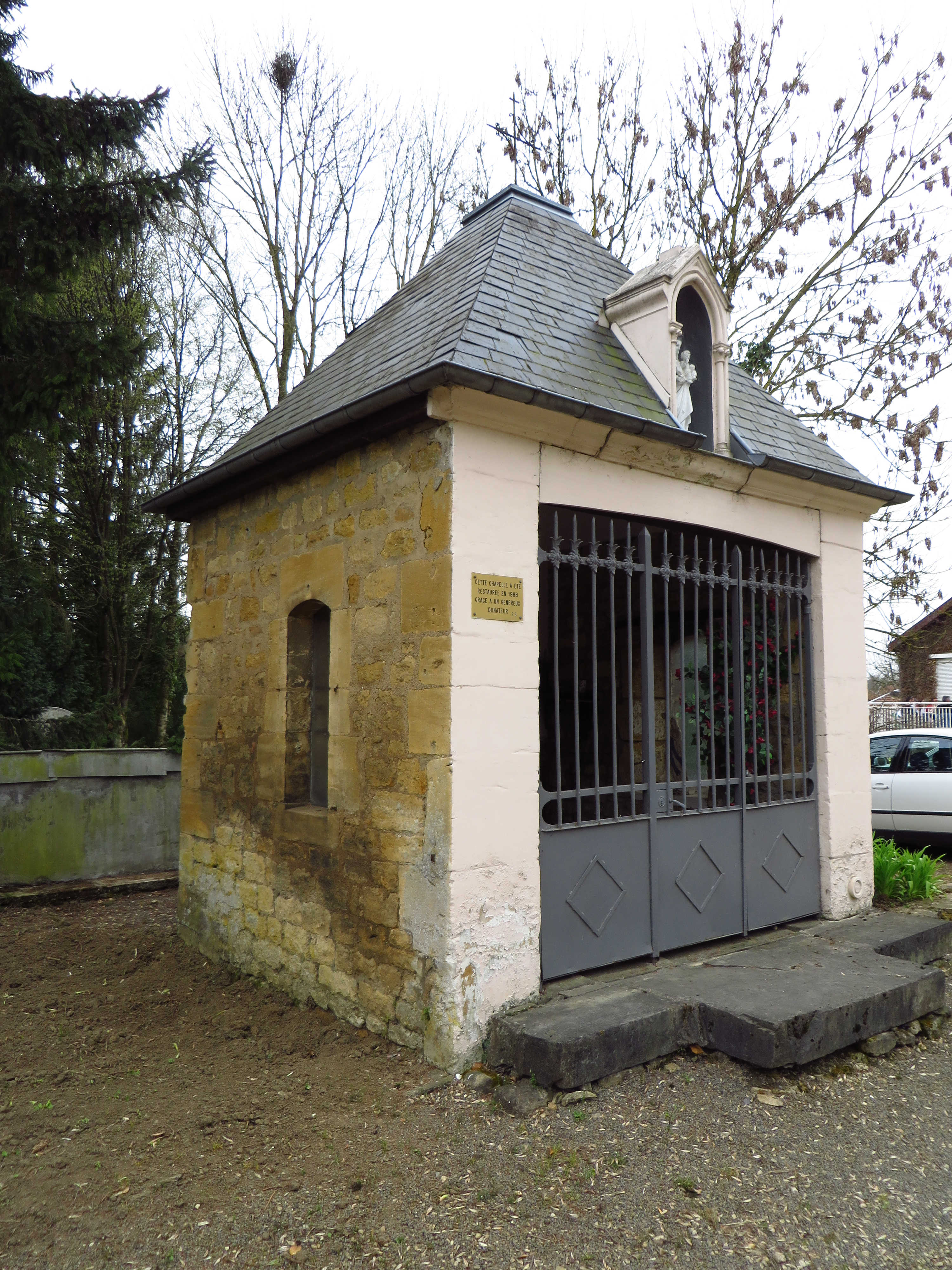
Chapelle Saint-Donat.

- Église Saint-Martin XVIIe siècle.
- Chapelle Saint-Donat, 1840.

## Héraldique
| Blason de Linay | Blason  | De gueules à la croix d'or cantonnée de quatre dards en éclair rayonnant de l'abîme, au chef chargé de trois merlettes de sable. |
| Blason de Linay | Détails | Création MM. Baron, Demoncheaux et Jolly. Adopté le 14 avril 1998.                                                               |